# Voivodovo, Haskovo
Voivodovo (în bulgară Войводово) este un sat în comuna Haskovo, regiunea Haskovo,  Bulgaria. 

## Demografie
Componența etnică a satului Voivodovo
     Turci (53,58%)
     Bulgari (15,75%)
     Romi (26,33%)
     Nicio identificare (4,33%)
La recensământul din 2011, populația satului Voivodovo era de 1.200 locuitori. Din punct de vedere etnic, majoritatea locuitorilor (53,58%) erau turci, existând și minorități de romi (26,33%) și bulgari (15,75%). Pentru 4,33% din locuitori nu este cunoscută apartenența etnică.